# Mistrzostwa Polski w Biathlonie na Nartorolkach 2012
Mistrzostwa Polski w biathlonie na Nartorolkach 2012 odbyły się w Dusznikach-Zdroju w dniach od 31 sierpnia do 2 września 2012 roku. O tytuł mistrza Polski biathloniści rywalizowali w dwóch dyscyplinach – sprincie i biegu pościgowym. Wśród kobiet mistrzowskich trofea obroniła Magdalena Gwizdoń, natomiast u mężczyzn Krzysztof Pływaczyk wygrał sprint i bieg pościgowy.

## Kobiety

### Sprint
| Miejsce | Zawodnik                     | Klub                             | Strzelanie | Czas    | Strata   |
| ------- | ---------------------------- | -------------------------------- | ---------- | ------- | -------- |
| 1       | Magdalena Gwizdoń            | BLKS Żywiec                      | 0+0        | 20:09,8 | –        |
| 2       | Agnieszka Cyl                | MKS Karkonosze Jelenia Góra      | 0+1        | 20:44,5 | + 34,7   |
| 3       | Monika Hojnisz               | UKS Lider Katowice               | 0+1        | 20:56,9 | + 47,1   |
| 4       | Krystyna Pałka               | AZS AWF Katowice                 | 0+2        | 21:10,7 | + 1:00,9 |
| 5       | Paulina Bobak                | AZS AWF Katowice                 | 1+1        | 21:36,2 | + 1:26,4 |
| 6       | Weronika Nowakowska-Ziemniak | AZS AWF Katowice                 | 2+2        | 22:09,9 | + 2:00,1 |
| 7       | Karolina Pitoń               | BKS WP Kościelisko               | 1+1        | 23:12,0 | + 3:02,2 |
| 8       | Katarzyna Leja               | BKS WP Kościelisko               | 0+1        | 23:13,3 | +3:03,5  |
| 9       | Patrycja Hojnisz             | AZS AWF Katowice                 | 3+1        | 23:47,7 | +3:37,9  |
| 10      | Karolina Batożyńska          | BKS WP-Kościelisko /SMS Zakopane | 2+1        | 24:22,1 | +4:12,3  |

Data: 1.09.2012

### Bieg pościgowy
| Miejsce | Zawodnik                     | Klub                             | Strzelanie | Czas    | Strata  |
| ------- | ---------------------------- | -------------------------------- | ---------- | ------- | ------- |
| 1       | Magdalena Gwizdoń            | BLKS Żywiec                      | 0+1+0+2    | 29:20.7 | –       |
| 2       | Monika Hojnisz               | UKS Lider Katowice               | 0+0+1+0    | 29:37.6 | +16.9   |
| 3       | Krystyna Pałka               | AZS AWF Katowice                 | 1+1+0+1    | 30:03.9 | +43.2   |
| 4       | Agnieszka Cyl                | MKS Karkonosze Jelenia Góra      | 2+0+1+2    | 30:53.3 | +1:32.6 |
| 5       | Paulina Bobak                | AZS AWF Katowice                 | 1+1+0+1    | 31:33.6 | +2:12.9 |
| 6       | Weronika Nowakowska-Ziemniak | AZS AWF Katowice                 | 1+0+2+1    | 31:50.1 | +2:29.4 |
| 7       | Patrycja Hojnisz             | AZS AWF Katowice                 | 1+1+0+1    | 35:02.2 | +5:42.5 |
| 8       | Karolina Pitoń               | BKS WP Kościelisko               | 2+1+2+0    | 36:05.5 | +6:44.8 |
| 9       | Karolina Batożyńska          | BKS WP-Kościelisko /SMS Zakopane | 1+1+2+2    | 37:09.5 | +8:48.8 |
| 10      | Katarzyna Leja               | BKS WP Kościelisko               | 1+0+3+3    | 38:32.6 | +9:11.9 |

Data: 2.09.2012

## Mężczyźni

### Sprint
| Miejsce | Zawodnik               | Klub               | Strzelanie | Czas    | Strata  |
| ------- | ---------------------- | ------------------ | ---------- | ------- | ------- |
| 1       | Krzysztof Pływaczyk    | BKS WP Kościelisko | 1+0        | 25:42.7 | –       |
| 2       | Łukasz Słonina         | AZS AWF Wrocław    | 1+1        | 26:25.0 | +42.3   |
| 3       | Łukasz Szczurek        | BKS WP Kościelisko | 2+1        | 26:49.8 | +1:07.1 |
| 4       | Maciej Nędza-Kubiniec  | BKS WP Kościelisko | 1+0        | 27:01.9 | +1:19.2 |
| 5       | Adam Kwak              | BKS WP Kościelisko | 2+2        | 27:15.3 | +1:32.6 |
| 6       | Grzegorz Bril          | AZS AWF Katowice   | 0+3        | 27:40.7 | +1:58.0 |
| 7       | Grzegorz Guzik         | BLKS Żywiec        | 1+1        | 27:53.5 | +2:10.8 |
| 8       | Przemysław Sobies      | AZS AWF Wrocław    | 3+4        | 28:41.5 | +2:58.8 |
| 9       | Andrzej Nędza Kubiniec | BKS WP Kościelisko | 2+1        | 28:48.7 | +3:06.0 |
| 10      | Grzegorz Jakubowicz    | BKS WP Kościelisko | 2+3        | 29:30.4 | +3:47.7 |

Data: 1.09.2012

### Bieg pościgowy
| Miejsce | Zawodnik               | Klub               | Strzelanie | Czas    | Strata  |
| ------- | ---------------------- | ------------------ | ---------- | ------- | ------- |
| 1       | Krzysztof Pływaczyk    | BKS WP Kościelisko | 1+1+2+1    | 37:27.2 | –       |
| 2       | Łukasz Słonina         | AZS AWF Wrocław    | 2+1+0+2    | 32:40.4 | +13.2   |
| 3       | Adam Kwak              | BKS WP Kościelisko | 0+1+1+1    | 33:01.1 | +33.9   |
| 4       | Łukasz Szczurek        | BKS WP Kościelisko | 2+0+2+1    | 33:25.8 | +58.6   |
| 5       | Grzegorz Bril          | AZS AWF Katowice   | 1+0+3+1    | 35:33.9 | +3:06.7 |
| 6       | Grzegorz Guzik         | BLKS Żywiec        | 1+1+1+1    | 36:03.3 | +3:36.1 |
| 7       | Przemysław Sobiech     | AZS AWF Wrocław    | 1+2+1+2    | 36:48.1 | +4:20.9 |
| 8       | Maciej Nędza-Kubiniec  | BKS WP Kościelisko | 1+3+3+3    | 37:57.6 | +5:30.4 |
| 9       | Grzegorz Jakubowicz    | BKS WP Kościelisko | 1+1+2+1    | 37:58.7 | +5:31.5 |
| 10      | Andrzej Nędza-Kubiniec | BKS WP Kościelisko | 1+4+2+0    | 38:32.8 | +6:05.6 |

Data: 2.09.2012